# 凤山红军岩
凤山红军岩，位于中国广西壮族自治区凤山县凤城镇恒里村，为一个省级文物保护单位，类型为近现代重要史迹及代表性建筑，为第六批广西壮族自治区文物保护单位，公布时间为2009年5月4日。
凤山红军岩的历史年代为1929－1930年。